# Wilhelm Butz (Unternehmer, 1872)

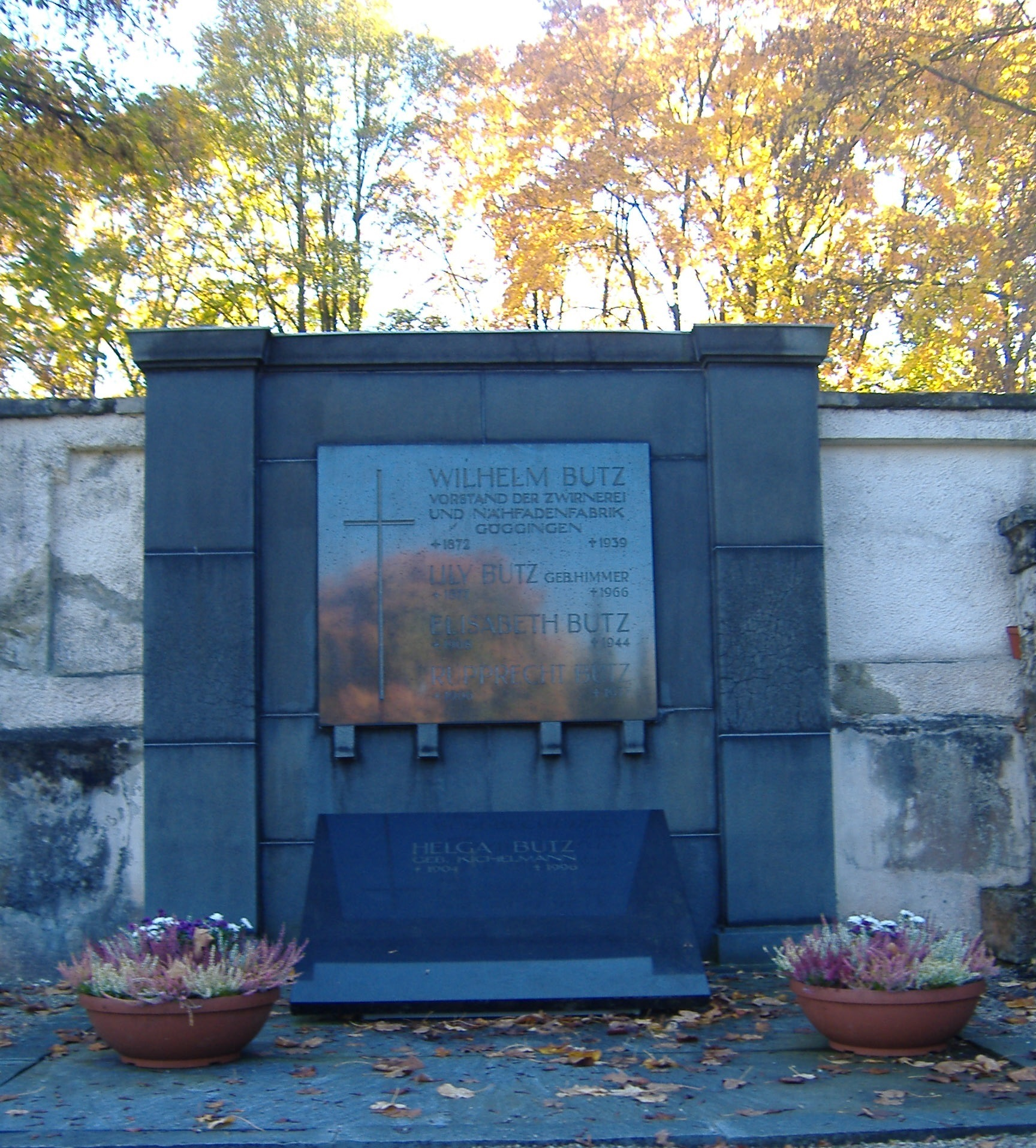
Ehrengrab von Wilhelm Butz und Familienangehöriger auf dem Gögginger Friedhof

Wilhelm Friedrich Emil Butz (* 3. Juni 1872 in Augsburg; † 21. April 1939 ebenda) war ein deutscher Unternehmer und langjähriger Vorstand (seit 1903) der Zwirnerei und Nähfadenfabrik Göggingen.

## Leben
Butz war der Sohn des Fabrikanten Wilhelm Butz, dessen berufliches und soziales Erbe er fortgeführt und vermehrt hatte. Seine letzte Ruhestätte fand er nach seinem Tod auf dem Gögginger Friedhof. Das Familiengrab ist seit 2008 städtisches Ehrengrab.